# 特倫特河畔紐瓦克
特倫河畔紐瓦克（英語：Newark-on-Trent）是位於英格蘭東米德蘭茲諾丁漢郡的一座城鎮。國鐵東海岸主線經過這裡。2007年，特倫河畔紐瓦克有人口26,330人。

## 友好城市
- 法國 卢瓦尔河畔圣西尔